# 1114年
| 千纪： | 2千纪 |
| 世纪： | 11世纪 \| 12世纪 \| 13世纪                                                                                 |
| 年代： | 1080年代 \| 1090年代 \| 1100年代 \| 1110年代 \| 1120年代 \| 1130年代 \| 1140年代                           |
| 年份： | 1109年 \| 1110年 \| 1111年 \| 1112年 \| 1113年 \| 1114年 \| 1115年 \| 1116年 \| 1117年 \| 1118年 \| 1119年 |
| 纪年： | 甲午年（马年）；辽天庆四年；北宋政和四年；西夏雍寧元年；大理文治五年；越南會祥大慶五年；日本永久二年       |

## 大事记
- 宋朝以西夏招納宋叛將為由，在童貫、種師道的率領下，在古骨龍大敗西夏軍。
- 完顏阿骨打正式起兵反遼，於出河店之戰擊敗遼軍，為翌年建立金朝奠定基礎。
- 英格兰国王亨利一世的女儿马蒂尔达与神圣罗马帝国皇帝亨利五世结婚。

## 出生
- 亚洲
  - 印度数学家婆什迦罗第二